# Србија карго
Србија карго (пуно име: Акционарско друштво за железнички превоз робе Србија карго Београд) је привредно друштво за железнички превоз робе и главни носилац свих активности, у организационом и транспортно-комерцијалном смислу. Друштво за превоз робе је задужено да пронађе најбрже право решење за транспортне потребе корисника ових услуга.
Парк теретних кола броји 3717 кола. Вучна возила чине електричне и дизел локомотиве. Већина активних локомотива су електричне локомотиве серија 193, 441, 444 и 461. Од дизел локомотива најмасовније су локомотиве серије 661, као и маневарке 621 и 641.

## Активни возни парк

### Електричне локомотиве
| Ознака | Произвођач                                         | Бројно стање                                | Погонска снага мотора | Осовински распоред | Макс. брзина | Године производње | Коментар                                            | Слика |
| ------ | -------------------------------------------------- | ------------------------------------------- | --------------------- | ------------------ | ------------ | ----------------- | --------------------------------------------------- | ----- |
| ЖС 441 | Раде Кончар Загреб МИН Ниш СФРЈ                    | 21 (од тога 7 чекају инвестициону оправку)  | 3860 kW               | Bo'Bo'             | 120 km/ч     | 1969–1988         |                                                     |       |
| ЖС 444 | Раде Кончар Загреб МИН Ниш СФРЈ                    | 30 (од тога 7 чекају инвестициону оправку)  | 3860 kW               | Bo'Bo'             | 120 km/ч     | 2004-2007         | Серија 444 је тиристоризација 30 локомотива ЖС 441. |       |
| ЖС 461 | Електропутере Крајова, СР Румунија (Electroputere) | 45 (од тога 16 чекају инвестициону оправку) | 5100 kW               | Co'Co'             | 120 km/ч     | 1972-1980         |                                                     |       |
| ЖС 193 | Сименс мобилити, Немачка (Siemens Mobility)        | 16                                          | 6.4 MW                | Bo'Bo              | 160 km/h     | 2018-2019         |                                                     |       |

### Дизел локомотиве
| Ознака | Произвођач                                                                | Бројно стање | Погонска снага мотора | Осовински распоред | Макс. брзина        | Године производње | Коментар | Слика |
| ------ | ------------------------------------------------------------------------- | --- | --------------------- | ------------------ | ------------------- | ----------------- | -------- | ----- |
| ЖС 621 | ЧМКС, Чешка                                                               | 12 | 392 kW (1700 kW)      | Bo                 | 80 km/ч             | 2001              |          |       |
| ЖС 641 | Ганз-Маваг, НР Мађарска (Ganz-Mavag)                                      | 37 (11 у возном стању; 26 чекају инвестициону оправку)                                                           | 441 kW                | Bo'Bo'             | 80 km/ч             | 1960–1985         |          |       |
| ЖС 642 | Бирсоњо и Лоц (Brissonneau et Lotz), Француска Фабрика Ђуро Ђаковић, СФРЈ | 21 (1 у возном стању; 20 чекају инвестициону оправку)                                                            | 606 kW                | Bo'Bo'             | 80 km/ч             | 1960-1964         |          |       |
| ЖС 643 | Бирсоњо и Лоц (Brissonneau et Lotz), Француска Фабрика Ђуро Ђаковић, СФРЈ | 11 (1 у возном стању; 10 чекају инвестициону оправку)                                                            | 680 kW                | Bo'Bo'             | 80 km/ч             | 1967              |          |       |
| ЖС 644 | Макоса (MACOSA), Шпанска                                                  | 6 (2 у возном стању; 4 чекају инвестициону оправку)                                                              | 1230 kW               | A1A-A1A            | 80 km/ч             | 1974              |          |       |
| ЖС 661 | ЏМ - ЕМД, САД                                                             | 41 (20 у возном стању; 2 изнајмљене Србија возу; 5 у закупу из Републике Српске; 21 чекају инвестициону оправку) | 1454 kW               | Co'Co'             | 114 km/ч (124 km/ч) | 1960–1971         |          |       |
| ЖС 666 | ЏМ - ЕМД, САД                                                             | 2 изнајмљене од Србија воза                                                                                      | 1845 kW               | Co'Co'             | 122 km/ч            | 1978              |          |       |
| ЖС 734 | Машинска Фабрика Кил (Maschinenbau Kiel), Западна Њемачка                 | | 440 kW                | C'                 | 60 km/ч             | 1955–1964         |          |       |

## Парк теретних кола
| UIC класификација | Намена                                               | Серија                      | Ознака серије                                                   | Број осовина | Коментар | Слика |
| ----------------- | ---------------------------------------------------- | --------------------------- | --------------------------------------------------------------- | ------------ | -------- | ----- |
| E кола            | Отворена кола са високим страницама                  | E и ElEsEas                 | 500 ..., 501 ...508 ...555 ...595 ..., 596 ...                  | 24           |          |       |
| G кола            | Обична затворена кола                                | GsGkksGbsGbkksGasGalms      | 120 2.., 123 ...130 0..,1..,2..,3..150 ...154 ...190 ...198 ... | 24           |          |       |
| T кола            | Отворена кола са високим страницама                  | ТаddsТаdsТаеms              | 583 ...585 4..                                                  | 4            |          |       |
| R кола            | Обична четвороосовинска плато и плитка кола          | RsRegs                      | 390 ...,1..,2..392 ...                                          | 4            |          |       |
| L кола            | Специјална кола за превоз аутомобила                 | Laekks                      | 425 3..,4..                                                     | 3            |          |       |
| U кола            | Специјална кола са истоваром помоћу збијеног ваздуха | Uacs                        | 932 1..,2.., 937 2..                                            | 4            |          |       |
| S кола            | Специјална плато кола са четири и више осовина       | Smmp-tz                     | 472 2..                                                         | 4            |          |       |
| F кола            | Специјална отворена кола са високим страницама       | FlFakkllFalsFaccs Fads      | 615 0..659 ...665 ...699 4..,5..,6..696 1..                     | 24           |          |       |
| Z кола            | Цистерне са течним судовима за течности и гасове     | ZasZaesZakksZaekks          | 785 0..,1..,2..788 0..,1..,2..790 0..794 0..,4...               | 4            |          |       |
| H кола            | Специјална затворена кола                            | HabisHbisHbbikksHbfkksHfkks | 275 0..225 0..237 0..239 0..219 1..                             | 42           |          |       |